# 切紙
切紙（きりがみ）とは、主に剣術の階級 (他は紙切、目録、免許)の中の一つ。基本的技術を習得した証として師匠が弟子に与える物。名前の通り紙製の伝授書である。

## 概要
切紙は、剣術などの武芸に関して、一定以上の技を習得したと認める証として伝授されるものである。その種類は流派によって様々であるが、一般に切紙と言えばその流派の初等技術を習得したと認める伝授状を指すことが多い。切紙が許された後、さらに精進して目録、皆伝、印可などの高位の伝授状が授けられる。紙切と書く流派もある。。
形状は横長の長方形の物が多く、巻物の形を採っている流派もある。一般的な内容としては、伝授される者の姓名、伝授したと認める技の列挙、師匠の姓名、印又は花押を基礎とし、技量を認めたに至る評価、その流派の心構えなどが書かれ、流派により内容は千差万別である。巻物の形をとっている場合、内容にはその流派の指導内容など秘伝が書かれているため、切紙を認められていない者や部外者に見せることが禁じられている場合が多い。
北辰一刀流では現在でも目録制度を維持しており、足技、素振り、剣術、抜刀術の基礎段階を習得した門下生に剪紙を与えている。段級位制の初段に相当するとされる。
埼玉県飯能市にあった比留間道場で、初代道場主の比留間與八郎源利恭が弟子西川清輔に与えた切紙では、「妙剣」「実妙剣」「青眼」「上段」「独妙剣」の5つの剣術を認めている。新選組の永倉新八は、弘化3年(1846年)、7歳で神道無念流に入門し、15歳で切紙を許されている。また、井上源三郎は弘化4年(1847年)頃、天然理心流に入門し、10年ほどで切紙、目録、中極意目録、免許を与えられている。坂本龍馬の姉乙女は男勝りで知られ、「男勝りの気性で、剣術は切紙の腕前」の記録がある。
古文書としてオークションなどに出回ることもあり、二代目松田源吾義教が文久3年に佐藤求馬に与えた柳剛流剣術の切紙が2020年3月に落札されている。

## 段階分け
切紙又は紙切、目録、免許の組み合わせだけでなく、
1. 切紙→目録→免許皆伝
2. 初伝→中伝→奥伝
3. 初目録→中目録→大目録→皆伝
4. 切紙→目録→印可→免許→皆伝→秘伝→口伝
5. 紙切→目録→中極意目録→免許→印可→指南免許[13]

など、流派により段階、名称は様々である。